# Есельсон Борис Наумович
Борис Наумович Есельсон (нар. 08 травня 1917, Маріуполь — пом. 13 березня 1980, Харків) — радянський, український фізик, доктор фізико-математичних наук, професор, заслужений діяч науки УРСР (1977).

## Біографія
У 1932 в Харкові закінчив 7 класів школи та в 1933 ФЗУ при Харківському паротягобудівному заводі. Працював слюсарем на ХПЗ і вчився на курсах з підготовки до університету.
У 1934 році вступив до фізико-математичного факультету Харківського державного університету. Починаючи з 4-го курсу, працював лаборантом у лабораторії низьких температур Українського Фізико-технічного інституту (УФТІ) АН УРСР. Після закінчення університету був прийнятий на посаду молодшого наукового співробітника УФТІ, а у січні 1940 р. поступив до аспірантури (Керівник Б. Г. Лазарев).
Брав участь у Німецько-радянський війні. Воював на Західному і Сталінградському фронтах. Був командиром мінометного взводу, потім роти, лейтенант. Нагороджений медалями «За оборону Сталінграда» і «За перемогу над Німеччиною»
Після важкого поранення та лікування у госпіталі з травня 1943 викладав курс «Артилерія», спочатку на бригадних курсах, потім у навчальному офіцерському полку, з серпня 1944 року у Сталінградському артилерійському училищі. У листопаді 1945 був демобілізований і повернувся до Фізико-технічного інституту, де був прийнятий на посаду старшого наукового співробітника. У 1946 році захистив кандидатську, в 1957 — докторську дисертацію на тему «Дослідження властивостей ізотопів гелію і їх розчинів». Професор (1966). З січня 1961 — завідувач лабораторії УФТІ.
У 1963 перейшов у нещодавно організований Фізико-технічний інститут низьких температур (ФТІНТ) АН УРСР (був одним з його організаторів). З 1963 до 1970 працював заступником директора інституту з наукової роботи, потім — завідувачем відділу фізики квантових рідин і кристалів. Заслужений діяч науки УРСР (1977).
Читав курси лекцій в Харківський державний університет імені О. М. Горького та Харківському політехнічному інституті.
Співавтор наукового відкриття «Явище квантової дифузії в кристалах» Диплом № 206, 17 листопада 1978 р. (з пріоритетом від 15.01.1969 р.), співавтори О.Ф. Андрєєв, І.М. Лівшиць, В.Н. Григорьєв, В.А. Михєєв :
- Григорьев В. Я., Есельсон Б. Н., Михеев В. А., Шульман Ю. Э. // «Квантовая диффузия и локализация атомов Не3 в твердом Не4» Письма в ЖЭТФ. 1973. Т. 17. С. 16.

## Книги
- Свойства жидкого и твердого гелия: Растворы 3 He — 4 He. Справочник / Б. Н. Есельсон, В. Г. Иванцов, В. А. Коваль и др.; Под ред. Б. Н. Есельсона. — Киев: Наук. думка, 1982. — 231 с. : ил.; 20 см.
- Свойства жидкого и твердого гелия [Текст] / [Б. Н. Есельсон, В. Н. Григорьев, В. Г. Иванцов, Э. Я. Рудавский] ; Гос. служба стандарт. справ. данных. — Москва: Изд-во стандартов, 1978. — 127 с. : граф.; 21 см.
- Растворы квантовых жидкостей He3-He4 [Текст]. — Москва: Наука, 1973. — 423 с. : ил.; 22 см. Б. Н. Есельсон, В. Н. Григорьев, В. Г. Иванцов и др.
- Есельсон Б. Н., Благой Ю. П., Григорьев В. Н., Манжелий В. Г., Михайленко С. А., Неклюдов Н. П. Свойства жидкого и твердого водорода. Издательство стандартов, Москва, 1969, 136 с.